# Ładyżynśki Chutory
Ładyżynśki Chutory (ukr. Ладижинські Хутори) – wieś na Ukrainie, w obwodzie winnickim, w rejonie hajsyńskim, w hromadzie Hajsyn. W 2001 liczyła 737 mieszkańców, spośród których 725 wskazało jako ojczysty język ukraiński, a 12 rosyjski.